# Álvar Enciso
Álvar Enciso Fernández-Valderrama (Valladolid, 27 de febrero de 1974) es un exjugador español de rugby que se desempeñaba como centro, jugó toda su carrera en el Club de Rugby El Salvador y fue internacional absoluto con la Selección Española. 

## Carrera
Su primera participación internacional fue durante un partido contra Suiza en Lisboa, el 11 de mayo de 1993. Formó parte de la plantilla de la Copa Mundial de Rugby de 1999, disputando dos partidos del torneo. Su última participación internacional fue durante un partido contra Georgia en Tiflis, el 28 de octubre de 2006. Entre 1995 y 2001, también jugó con la selección española de rugby a siete.

## Vida privada
Su madre es Pilar Fernández de Valderrama, exatleta española de atletismo y su padre es Alfonso Enciso Recio.  Practicó atletismo durante su infancia. Trabaja como arquitecto y tiene cuatro hijos.